# أندريا فارغاس
أندريا فارغاس (بالإسبانية: Andrea Vargas) هي منافسة ألعاب القوى كوستاريكية، ولدت في 28 مايو 1996.

## وصلات خارجية
- أندريا فارغاس على موقع الاتحاد الدولي لألعاب القوى (الإنجليزية)
- أندريا فارغاس على موقع أوليمبيديا (الإنجليزية)